# Rhytiphora albocincta
Rhytiphora albocincta là một loài bọ cánh cứng trong họ Cerambycidae.